# Prat Parcerís
El prat Parcerís és un prat alpí del vessant meridional del Serrat de la Sella situat al sud-oest de la Roca de Migdia, dins el terme del poble de La Coma, al municipi de La Coma i la Pedra (Solsonès).